# Ludwig Feuerbach och den klassiska tyska filosofins slut
Ludwig Feuerbach och den klassiska tyska filosofins slut (tyska originalets titel: Ludwig Feuerbach und der Ausgang der klassischen deutschen Philosophie) är en skrift av Friedrich Engels från år 1886. En andra reviderad utgåva utkom år 1888. I denna andra utgåva publicerades för första gången Marx Teser om Feuerbach.
Boken består av fyra delar:
- Första delen handlar om tiden från den idealistiska Friedrich Hegel fram till den materialistiska Feuerbach och den dåvarande tyska filosofin.
- Det andra kapitlet handlar om idealismens borttynande och framväxten av materialismen inom filosofin.
- Tredje kapitlet handlar om Feuerbachs religionsfilosofi.
- I fjärde stycket sammanfattar Engels de tre föregående styckena. Han förklarar hur inte bara kristendomen blev den härskande klassens ideologi utan även hur filosofin blev ett verktyg i dess hegemoni.

Skriften finns på svenska i översättning av Bertil Wagner.
| ” | "Ingen filosofisk sats har i så hög grad ådragit sig inskränkta regeringars tacksamhet och lika inskränkta liberalers vrede som Hegels berömda sats: "Allt som är verkligt är förnuftigt, och allt som är förnuftigt är verkligt." | „ |

| ”                           | Överproduktion och masselände – det förra orsak till det senare och tvärtom – det är den absurda motsägelse, i vilken storindustrin utmynnar och vilken oundvikligt kräver att produktivkrafterna genom en ändring av produktionssättet lämnas fritt lopp. | „ |
| – Sid. 65 i 1981 års utgåva | |   |